# Código Comercial Uniforme
O Código Comercial Uniforme (em inglês:  Uniform Commercial Code (UCC)), publicado pela primeira vez em 1952, é um de uma série de leis uniformes que foram estabelecidos como lei com o objetivo de harmonizar as leis de vendas e outras transações comerciais nos Estados Unidos por meio da adoção do UCC por todos os cinquenta estados, o Distrito de Columbia e os territórios dos Estados Unidos.
Embora muito bem-sucedidas em atingir essa meta ambiciosa, algumas jurisdições dos EUA (por exemplo, Luisiana e Porto Rico) não adotaram todos os artigos contidos no UCC, enquanto outras jurisdições dos EUA (por exemplo, Samoa Americana) não adotaram nenhum artigo no UCC. Além disso, a adoção do UCC geralmente varia de uma jurisdição dos EUA para outra. Às vezes, essa variação se deve ao idioma alternativo encontrado no próprio UCC oficial. Em outras ocasiões, a adoção de revisões do UCC oficial contribui para variações adicionais. Além disso, algumas jurisdições se desviam do UCC oficial, adaptando o idioma para atender às suas necessidades e preferências exclusivas. Por último, mesmo a linguagem idêntica adotada por quaisquer duas jurisdições dos EUA pode, no entanto, estar sujeita a interpretações estatutárias diferentes pelos tribunais de cada jurisdição.

## História

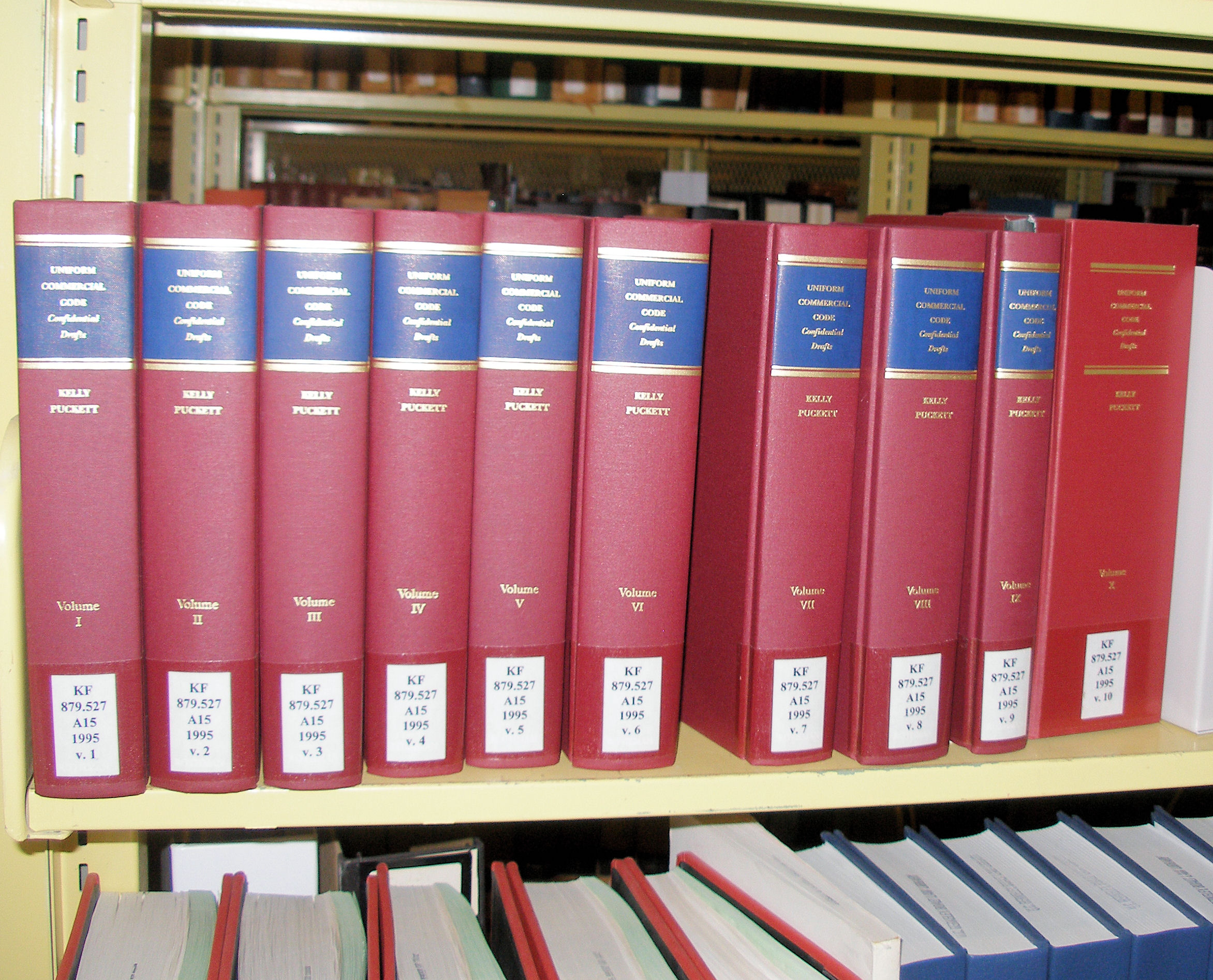
Até mesmo os rascunhos confidenciais do UCC foram salvos e publicados como um conjunto de dez volumes

O UCC é o mais longo e elaborado das leis uniformes. O Código tem sido um projeto conjunto de longo prazo da National Conference of Commissioners on Uniform State Laws (NCCUSL) e do American Law Institute (ALI), que começou a esboçar sua primeira versão em 1942.
O juiz Herbert F. Goodrich foi o presidente do Conselho Editorial da edição original de 1952, e o próprio Código foi redigido por alguns dos principais estudiosos do direito nos Estados Unidos, incluindo Karl N. Llewellyn (o principal líder no projeto), William A. Schnader, Soia Mentschikoff e Grant Gilmore. O UCC continha princípios e conceitos importantes emprestados do direto alemão, embora não fossem reconhecidos por Llewellyn.
O Código, como produto de organizações privadas, não é em si a lei, mas apenas uma recomendação das leis que devem ser adotadas nos estados. Uma vez aprovado por um estado, o UCC é codificado no código de estatutos do estado. Um estado pode adotar o UCC literalmente conforme escrito pela ALI e NCCUSL, ou um estado pode adotar o UCC com mudanças específicas. A menos que tais mudanças sejam pequenas, elas podem obstruir seriamente o objetivo expresso do Código de promover a uniformidade da lei entre os vários estados. Portanto, as pessoas que fazem negócios em vários estados devem verificar a legislação local.
O ALI e o NCCUSL estabeleceram um conselho editorial permanente para o Código. Este conselho emitiu vários comentários oficiais e outros artigos publicados. Embora esses comentários não tenham força de lei, os tribunais que interpretam o Código frequentemente os citam como autoridade persuasiva para determinar o efeito de uma ou mais disposições. Os tribunais que interpretam o Código geralmente procuram harmonizar suas interpretações com as de outros estados que adotaram a mesma disposição ou semelhante.
Em um ou outro dos seus várias revisões, a UCC foi totalmente aprovada, com apenas alterações mínimas em 49 estados, bem como no Distrito de Columbia, Guam, as Ilhas Marianas Setentrionais, e as Ilhas Virgens Americanas. Luisiana e Puerto Rico promulgaram a maioria das disposições do UCC com apenas alterações mínimas, exceto os artigos 2 e 2A, preferindo, em vez disso, manter sua própria tradição de direito civil para reger a venda e o arrendamento de mercadorias. Além disso, algumas tribos nativas americanas adotaram partes do UCC, incluindo a Nação Navajo, que adotou os Artigos 1, 2, 3 e 9 com apenas mudanças mínimas.
Embora o conteúdo substantivo seja muito semelhante, alguns estados fizeram modificações estruturais para se adequar aos costumes locais. Por exemplo, a jurisprudência de Luisiana se refere às principais subdivisões do UCC como "capítulos" em vez de artigos, uma vez que o termo "artigos" é usado nesse estado para se referir às disposições do Código Civil da Luisiana. O Arkansas tem um arranjo semelhante, pois o termo "artigo" na lei desse estado geralmente se refere a uma subdivisão da Constituição do Arkansas. Na Califórnia, eles são intitulados "divisões" em vez de artigos, porque na Califórnia, os artigos são uma subdivisão de terceiro ou quarto nível de um código, enquanto as divisões ou partes são sempre a subdivisão de primeiro nível. Além disso,em números de seção porque são reservados para se referir a intervalos de seções; portanto, os hifens usados nos números de seção UCC oficiais são eliminados na implementação da Califórnia.